# アグネタ・フォルツコグ
アグネタ・フォルツコグ（Agnetha Fältskog (スウェーデン語発音: [aŋˈnêːta ˈfɛ̂ltskuːɡ] ( 音声ファイル)), Anna Fältskog, 1950年4月5日 - ）はスウェーデンのシンガーソングライターでポップ・グループ、ABBAのメンバー。
1968年に母国スウェーデンでリリースしたセルフタイトルアルバムで最初の成功を収め、1970年代には世界の音楽史上最も売れたグループのひとつであるABBAのメンバーとして世界的なスターの座に上り詰めた。ABBAメンバーの中では最年少で、唯一の1950年代生まれである。
1982年にABBAが活動を停止した後はソロアーティストとして3枚のアルバムを発表し映画にも出演するなど活動を続けていたが、1990年代は一線から退き、ストックホルム県のエーケレーで暮らしていた。
2004年に16年ぶりにレコーディングを行い、ソロアルバム『マイ・カラーリング・ブック』をリリースした。2013年にはアルバム『A』でカムバックし、英国チャートで自身最高位を記録した。
2021年にABBAは40年ぶりとなるアルバム『ヴォヤージ』を発表。アグネタもかつてと同じヴォーカルとして、フリーダ、ベニー、ビョルンらオリジナルメンバーと共にABBA再始動に加わった。
日本語での名前はレーベルや年代、媒体によってアグネサ・フォルツコック、アグネタ、アグネッタ、アグネタ・フォルツコッグ、アグネタ・フォルツコグなどとも表記される。

## 経歴

### 生い立ち

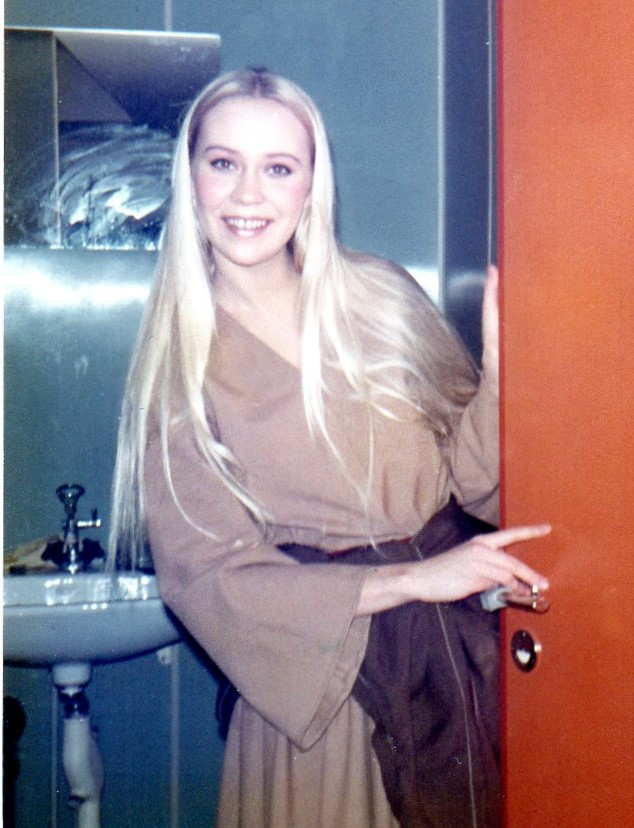
1972年

1950年4月5日、スウェーデンのヨンショーピングで父イングヴァール(1922-1995)と母ビルギット(1923-1994)の間に生まれる。6歳で『’Två små troll’ (”Two Little Trolls”)』という曲を作曲し、13歳で友人2人と共にThe Cambersというグループを作って地元の音楽イベントに参加するなど、幼い頃から音楽に親しんだ。15歳で音楽に専念するため学校を中退し、自動車販売店で電話交換手の仕事をしながらローカルバンドで活動を行っていた。このバンドのメンバーの親戚がスウェーデンの音楽レーベルCupol Recordsでプロデューサーをしていたことから、バンドはデモテープをCupol Recrodsに送ったところ、プロデューサーの目に留まったのはフォルツコグが作曲し歌った『"Jag var så kär" ("I Was So In Love",日本語訳「とても愛してたのに」)』であった。Cupolはフォルツコグにアルバムのレコーディングをオファーし、フォルツコグはバンドを離れることを躊躇しながらも契約書にサインした。こうして1967年にリリースされたデビューシングル『"Jag var så kär"』はスウェーデンのチャートで1位となり、翌1968年にはセルフタイトルアルバム『Agnetha Fältskog』を、1969年にはセカンドアルバム『Agnetha Fältskog vol. 2』を発表し、母国スウェーデンでの知名度を確立した。

### ABBA時代

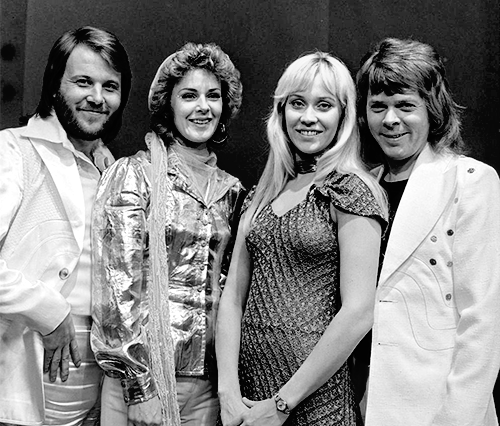
ABBA。1974年

1969年5月にフォルツコグはテレビ番組でビョルン・ウルヴァースと出会い、1970年4月に婚約、1971年にスウェーデンの小さな教会で結婚式を挙げた。ビョルンはベニー・アンダーソンと「ビヨルン＆ベニー」名義で音楽活動をしており、ベニーの恋人アンニ＝フリッド・リングスタッドもスウェーデンで歌手として活躍していた。4人は1972年に「ビヨルン＆ベニー、アグネタ＆アンニ・フリード」名義で『ピープル・ニード・ラヴ』をリリースした。またアグネタは1972年に舞台『ジーザス・クライスト・スーパースター』のスウェーデン公演にマグダラのマリア役で出演した。1973年、ウルヴァースとの間に長女リンダ・ウルヴァースが誕生した。1973年、リング・リングでユーロビジョン・ソング・コンテストのスウェーデン予選メロディーフェスティバーレンに出場するも3位に終わる。

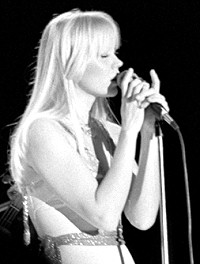
オスロでのライヴ（1977年）

1974年、グループ名を4人の頭文字から「ABBA」に改め『恋のウォータールー』でユーロビジョン・ソング・コンテスト1974に出場し、イギリス代表であったオリビア・ニュートン＝ジョンらをおさえ1位を獲得した。母語ではなく英語で歌われた同曲は、イギリス、ベルギー、デンマークなど8か国で1位を獲得、オーストラリアやフランスではトップ3、アメリカでも6位にランクインするなどヨーロッパを中心に大ヒットし、ABBAは国際的なスターの座へと躍り出た。その後ABBAは1975年の『SOS』『マンマ・ミーア』、1976年には『悲しきフェルナンド』や初の全米1位曲『ダンシング・クイーン』などヒットを重ねていったが、アグネタはABBAでの活動のため子供と過ごす時間がほとんどないことを気に病んでいた。
1977年に長男のクリスチャン・ウルヴァースが誕生している。1979年ビョルンと離婚。アグネタは後に「ハッピーな離婚なんて、特に子供が関係している場合はあり得ない。その上、私達の場合はメディアの注目を一身に浴びていたしね。でも今日に至るまで別れたのは後悔していない。別離の本当の理由はもう絶対に話したくないことのひとつなんです」（1997年）と語っている。その後、1982年までABBAとして活動したが、ベニーとフリーダの離婚もあり、その年にABBAは活動を停止し事実上解散状態となった。

### ソロ活動・ABBA再始動

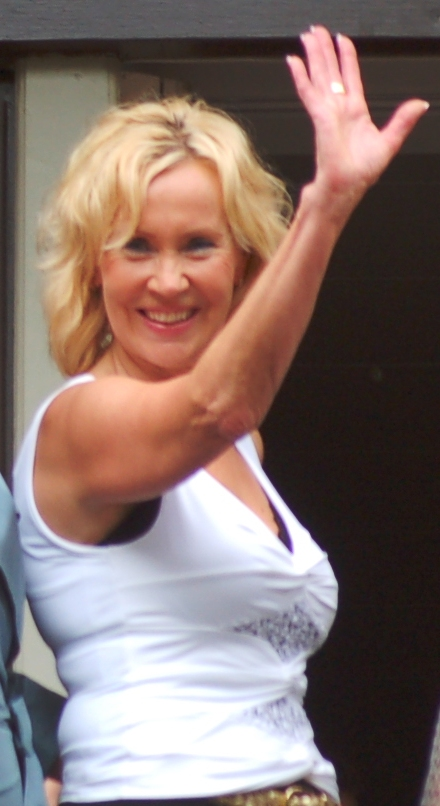
2008年、映画版マンマ・ミーア!公開会見にて

ABBAが活動を停止した後、アグネタはソロでの音楽活動をスタートさせた。1983年にマイク・チャップマンのプロデュースによる初の英語でのソロアルバム『Wrap Your Arms Around Me』はノルウェーとスウェーデンのチャートで1位を獲得し、また同年にスウェーデン映画『Raskenstam』にも出演した。2枚目のアルバム『Eyes of a Woman』はエリック・スチュワートのプロデュースで1985年にリリースされた。1987年にリリースしたピーター・セテラのプロデュースによるアルバム『I Stand Alone』はピーター・セテラとのデュエット『I Wasn't the One (Who Said Goodbye)" (1987年) 』などを収録しスウェーデンチャートで1位を記録したが、このアルバム以降しばらくの間は公の場に姿を現すことがなくなった。後にアグネタは「私はね、何年か隠遁者みたいだったかも知れない。アバが終わった時、物凄く疲れていてとにかく子供達と落ち着きたかった」と語っている。
1996年に自伝『Som jag är (英語: As I Am)』を出版し、コンピレーションアルバム『My Love, My Life』をリリースした。

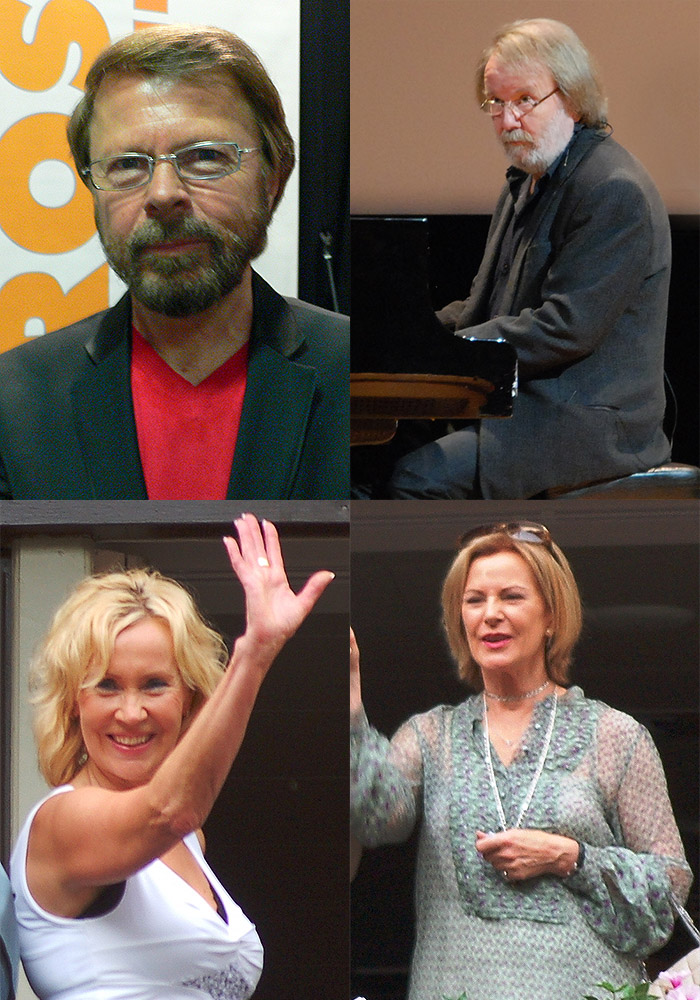
画像参照
左上 ビョルン
右上 ベニー
左下 アグネタ
右下 フリーダ

2004年にはカバーアルバム『マイ・カラーリング・ブック』をリリースし、レコーディングアーティストとして復帰。英オブザーバー紙では「時間が経っても彼女の完璧な歌声は色褪せていない」と報じた。2008年には映画版『マンマ・ミーア!』のスウェーデンプレミアにABBAのメンバーとともに出席した。2013年には26年ぶりのオリジナル・ソロアルバム『A』をリリース。
2021年にはABBAとして40年ぶりのアルバム『ヴォヤージ』をリリース。2022年5月には英クイーン・エリザベス・オリンピック・パークABBAアリーナで行われたヴァーチャルコンサート『ABBA Voyage』のプレミア公演に出席し、2008年以来14年ぶりにABBAメンバーの4人がそろって公の場に登場した。
2023年10月13日リリース予定のアルバム『A+』は前作『A』を再構築したアルバムで、新曲「Where Do We Go From Here?」が先行シングルとして公開された。

## ソロ・ディスコグラフィ

### スウェーデン語でのアルバム
- Agnetha Fältskog (1968)
- Agnetha Fältskog vol. 2 (1969)
- Som jag är (As I am) (1970)
- När en vacker tanke blir en sång (When a Beautiful thought Becomes a Song) (1971)
- Elva kvinnor i ett hus (Eleven Women in a House) (1975)
- Nu tändas tusen juleljus (Now a Thousand Christmas Candles Are Lit) (1980, with Linda Ulvaeus)
- Kom följ med i vår karusell (Join us on our carousel) (1987, with Christian Ulvaeus)

### 英語でのアルバム
- Wrap Your Arms Around Me (1983) UK #18, AUS #49, NO #1, SWE #1, NL #2, BE #1, GER #12
- Eyes of a Woman (1985) UK #38, SWE #2, NO #14
- I Stand Alone (1987) UK #72, AUS #96, SWE #1, NL #18, NO #15
- My Colouring Book (2004) UK #12, AUS #50, SWE #1, GER #6
- A (2013) (2014年4月2日日本発売 )
- A + (2023)

### ABBAとしての活動以降のシングル
- "Never Again" (1982) SW #2, GE #37, FR #44, NL #18, Chile #1, NO #5
- "The Heat Is on" (1983) UK #35, SW #1, GE #20, FR #9, NL #2, DEN #1, NO #1, BE #1
- "Wrap Your Arms Around Me" (1983) UK #44, GE #3, NL #3, BE #1
- "Can't Shake Loose" (1983) UK #63, US #19, FR #42, AUS #76
- "It's So Nice to Be Rich" (1984) (Swedish release) SW #8
- "I Won't Let You Go" (1985) UK #84, SW #6, GE #24, NL #12, BE #5, DEN #1
- "The Way You Are" (Duet with Ola Håkansson) (1986) (Swedish release) SW #1
- "The Last Time" (1987/1988) UK #77, GE #49
- "I Wasn't the One (Who Said Goodbye)" (Duet with Peter Cetera (1988) (North-American release) US #93, CAN #93, US AC #19, CAN AC #21
- "Let It Shine" (1988) DNC
- "The Queen of Hearts" (1998) SW #53
- "If I Thought You'd Ever Change Your Mind]" (2004) UK #11, SW #2, EU #17, DEN #7, NL #18
- "When You Walk in the Room" (2004) UK #34, SW #11, EU #53
- "Sometimes When I'm Dreaming" (2004)
- "The One Who Loves You Now" (2013)
- "When You Really Loved Someone" (2013)
- "Dance Your Pain Away" (2013)
- "I Should’ve Followed You Home" (2013)
- "Where Do We Go From Here?" (2023)

### コンピレーション
- Agnetha Fältskogs bästa (1973)
- Tio år med Agnetha (1979)  S #32
- Teamtoppen 1 (1985)
- Sjung denna sång (1986)
- Agnetha Collection (1986)
- Agnetha in Germany (1989) (official Japanese fanclub compilation of all German single records)
- Geh' Mit Gott (1994) (official German limited publication of 'Agnetha in Germany')
- My Love, My Life  (1996)  S #21
- Svensktoppar (1998)
- That's Me (1998)
- My Very Best (2008)  S #4